# La Peste et le Choléra
Albums de Tagada Jones
Live Dissident Tour (album live)
La Peste et le Choléra est le neuvième album du groupe de punk hardcore Français Tagada Jones.
Cet album est paru le 3 mars 2017 chez At(h)ome. Le groupe compte alors plus d'une vingtaine d'années d'existence. En ouverture de cet album, le morceau Vendredi 13 fait référence aux attentats du vendredi 13 novembre 2015 qui ont frappé la France. La Peste et le Choléra qui suit a donné son titre à l'album et marque une accentuation des influences métal et hardcore. Perte et Fracas est lui aussi consacré à l'actualité du moment, en rappelant les manifestations contre la loi Travail. En fin d'album, Je suis démocratie évoque la suite des attentats contre Charlie,,,.

## Liste des titres
1. Vendredi 13
2. La Peste et le Choléra
3. Perte et Fracas
4. Envers contre tous
5. Guns
6. Mort aux cons
7. Le monde tourne a l'envers
8. Narcissique
9. Enfant des rues
10. Pas de futur
11. Je suis démocratie
12. Le Point de non retour